# Roberto Nurse
Roberto Antonio Nurse Anguiano (* 16. Dezember 1983 in Mexiko-Stadt) ist ein panamaischer Fußballspieler.

## Karriere

### Klub
Seinen ersten Einsatz in der ersten Liga von Mexiko feierte er in der Saison 2002/03 bei dem, gerade frisch aus der Taufe gehobenen, CF Cuernavaca Los Colibríes. Nach dem schnellen Ende des Klubs, schloss er sich zur nächsten Saison dem Club Atlético Zacatepec eine Liga tiefer an. Die Saison 2004/05 verbrachte er beim Querétaro FC. In der ersten Hälfte der Saison 2005/06 schnürte er für den Club León seine Schnürsenkel und tat dies in der Rückrunde für den CF Atlante. Danach kehrte er bis Sommer 2008 zu Querétaro zurück, welche mittlerweile aufgestiegen waren.
Sein nächstes Ziel war in den USA das MLS-Franchise CD Chivas, wo er bis Ende des Jahres verblieb. Nach seiner Rückkehr nach Mexiko Anfang 2009 schloss er sich dem CD Veracruz an. Von diesem wurde er im Sommer des Jahres bis Ende des Jahres zum Guerreros FC verliehen. Anschließend ging er mit der nächsten Leihe bis Sommer 2011 zum Cruz Azul Hidalgo. Kurz zurück bei Veracruz schloss er sich dem CF La Piedad an, wo er ein Jahr spielte.
Im Sommer 2012 wechselte er bis Ende 2014 zu UAT Correcaminos. Die Clausura der Saison 2013/14 beendete er als Torschützenkönig. Das Jahr 2015 verbrachte er bei Dorados de Sinaloa, wo er erneut Torschützenkönig der Clausura wurde. Ab 2016 war er für Mineros de Zacatecas aktiv. In der Apertura 2016/17 und 2018/19 wurde er ebenfalls Torschützenkönig.
Im Sommer 2020 kam er zum CF Pachuca und spielte nach mehreren Jahren wieder erstklassig. Nach der Saison kehrte er wieder in die zweite Liga zum Tlaxcala FC zurück.

### Nationalmannschaft
Mit einem panamaischen Vater und einer mexikanischen Mutter wäre er für beide Nationalmannschaften in Frage gekommen. In den Junioren-Mannschaften spielte er nicht. Am 1. Juni 2014 feierte er dann sein Debüt im Nationaldress von Panama bei einem 1:1-Freundschaftsspiel gegen Serbien, wo er zur zweiten Halbzeit für Nelson Barahona eingewechselt wurde. Sein erstes Turnier war die Copa Centroamericana 2014 und auch beim Gold Cup 2015 bekam er ein paar Einsätze. Auch bei der Copa América Centenario 2016 kam er dann noch einmal im letzten Gruppenspiel gegen Chile für eine Halbzeit zum Einsatz. Danach stand er bei Spielen im Kader, jedoch bei keinem Turnier mehr. Sein letzter Einsatz ist eine Halbzeit bei einer 0:6-Freundschaftsspielniederlage gegen die Schweiz am 27. März 2018. Er stand im vorläufigen Kader für die Weltmeisterschaft 2018, wurde aber nicht mehr berücksichtigt.